# Serie di Neumann
In matematica una serie di Neumann è una serie della forma:
{\displaystyle \sum _{n=0}^{\infty }T^{n}}
dove {\displaystyle T} è un operatore. Questa è una generalizzazione della serie geometrica.
La serie prende il nome del matematico Carl Gottfried Neumann, che la usò nel 1877 nel contesto della teoria del potenziale. La serie di Neumann è usata in analisi funzionale. Forma le basi per la serie di Liouville-Neumann, che serve a risolvere le equazioni integrali di Fredholm. È anche importante per lo studio dello spettro degli operatori limitati.

## Proprietà
Sia {\displaystyle T} un operatore limitato su uno spazio normato {\displaystyle X}. Se la serie di Neumann converge nella norma operatoriale, allora {\displaystyle Id-T} è invertibile e la sua inversa è la somma della serie:
{\displaystyle (\mathrm {Id} -T)^{-1}=\sum _{n=0}^{\infty }T^{n}}
Un caso in cui la convergenza è garantita è quando {\displaystyle X} è uno spazio di Banach e {\displaystyle ||T||<1} nella norma operatoriale. Tuttavia, ci sono risultati che danno condizioni più deboli sotto le quali la serie converge.
Un corollario è che l'insieme degli operatori invertibili tra due spazi di Banach {\displaystyle B}  e {\displaystyle B'} è aperto nella topologia indotta dall'operatore norma. Quindi, sia {\displaystyle S:B\to B'} un operatore invertibile e sia {\displaystyle T:B\to B'} un altro operatore. Se {\displaystyle |S-T|<|S^{-1}|^{-1}}, allora anche {\displaystyle T} è invertibile. Questo segue da scrivere {\displaystyle T} come:
{\displaystyle T=S(\mathrm {Id} -(\mathrm {Id} -S^{-1}T))}
e applicando il risultato della sezione precedente al secondo fattore. La norma di {\displaystyle T^{-1}} può essere limitata da:
{\displaystyle |T^{-1}|\leq {\tfrac {1}{1-q}}|S^{-1}|\quad {\text{dove}}\quad q=|S-T|\,|S^{-1}|}